# Packard DeLuxe Eight
Packard DeLuxe Eight – samochód  marki Packard produkowany w latach 1929–1932 (od 6 do 9 serii) a następnie w latach 1948–1950, od tzw. 22 do 23 serii aut tej marki.
Określeniem DeLuxe określano także model Clipper w latach 1953–1956.
Występował w różnych odmianach nadwozia, np. Touring Sedan, Club Sedan dla rocznika 1949. Zaś w roku 1929 modele DeLuxe Eight nosiły oznaczenie 645 (6th).

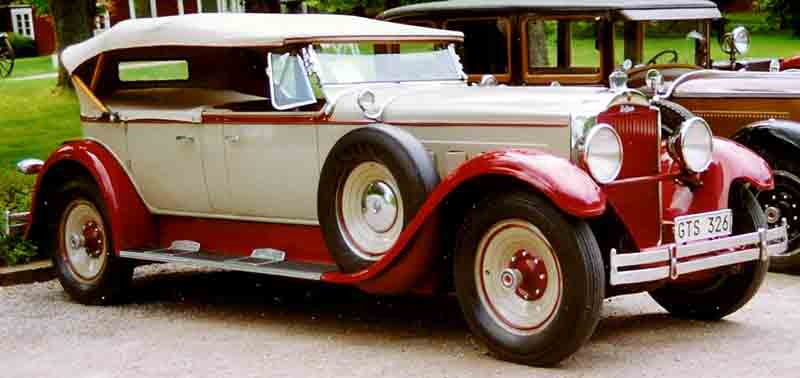
Packard DeLuxe 8 Phaeton (1929)

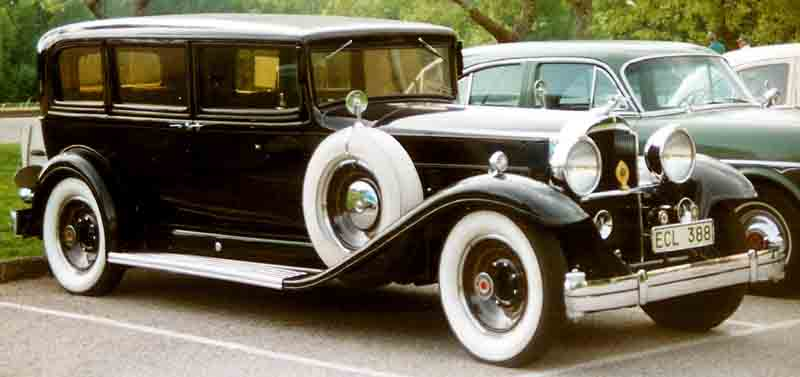
Packard De Luxe 8 Sedan Limousine (1932)